# Daïra de Bouinan
La daïra de Bouinan est une daïra d'Algérie située dans la wilaya de Blida et dont le chef-lieu est la ville éponyme de Bouinan.

## Communes de la daïra
La daïra est composée de deux communes : Bouinan et Chebli.

## Géographie
|                     | Daïra de Birtouta (Wilaya d'Alger) | Daïra de Baraki (Wilaya d'Alger) |
| Daïra de Boufarik   | Daïra de Bouinan                   | Daïra de Bougara                 |
| Daïra d'Ouled Yaïch | Daïra de Bougara                   | Daïra de Bougara                 |